# Meilu
Meilu (kinesiska: 梅菉) är ett stadsdelsdistrikt i sydöstra Kina. Det ligger i Wuchuan i staden Zhanjiang i provinsen Guangdong, omkring 320 kilometer sydväst om provinshuvudstaden Guangzhou. Antalet invånare är 141 540. Befolkningen består av 63 868 kvinnor och 77 672 män. Barn under 15 år utgör 18,0 %, vuxna 15-64 år 73 %, och äldre över 65 år 8,0 %.